# The Storm Within
The Storm Within è il decimo album in studio del gruppo musicale svedese Evergrey, pubblicato nel 2016.

## Tracce
1. Distance – 5:38
2. Passing Through – 5:02
3. Someday – 4:59
4. Astray – 5:22
5. The Impossible – 3:19
6. My Allied Ocean – 4:07
7. In Orbit (featuring Floor Jansen) – 5:38
8. The Lonely Monarch – 5:28
9. The Paradox of the Flame (featuring Carina Englund) – 5:40
10. Disconnect (featuring Floor Jansen) – 7:00
11. The Storm Within – 6:16

Bonus track (Edizione limitata)
1. Paranoid (Black Sabbath cover) – 4:41